# Christmas Time (Don't Let the Bells End)
"Christmas Time (Don't Let the Bells End)" är en låt av det brittiska rockbandet The Darkness. Låten var gruppens fjärde singel och gavs ut den 15 december 2003 via Must... Destroy!! och Atlantic Records. "Christmas Time" skrevs av Ed Graham, Dan Hawkins, Justin Hawkins och Frankie Poullain och producerades av Bob Ezrin. Låten tog sig upp på topp 10 på singellistorna i Storbritannien, Nederländerna, Irland och Danmark och den har även tilldelats ett platinacertifikat av British Phonographic Industry.
"Christmas Time (Don't Let the Bells End)" spelades in under två dagar i september 2003 på Abbey Road Studios i London tillsammans med Haberdashers' Aske's Hatcham College Choir som också medverkar på låten. Kören återfinns också i låtens musikvideo, som regisserades av Alex Smith. B-sidan, "I Love You 5 Times", producerades av The Darkness tillsammans med Cenzo Townshend. I Australien gavs låten ut i november 2004.

## Historia

### Bakgrund
Efter att ha medverkat på Top of the Pops träffade Dan Hawkins skivbolagschefen Max Lousada på The Met Bar i London. Man diskuterade gruppens framtid och kom fram till att nästa steg var att ge ut en julsingel, något som enligt Justin Hawkins det länge funnits en idé inom bandet att ge ut. Under The Darkness succéår 2003 var tanken från början att bandet vid julen skulle ge ut "Love Is Only a Feeling" som uppföljare till "I Believe in a Thing Called Love". Men Hawkins ljög sedan för Lousada och sade att gruppen hade en jullåt "som kan bli nummer 1".
Embyrot till Christmas Time (Don't Let the Bells End) föddes kring 2001 då man skrev låtens refräng. Därefter blev den liggande då bandet enligt Dan prioriterade annat och att den var "den sista saken på vår agenda". Efter att ha fått klartecken från skivbolaget skrevs låten klart den 20 augusti 2003 längst bak i en turnébuss då bandet skulle agera förband till Metallica och Linkin Park på RDS Arena i Dublin. För att komma i rätt stämning inhandlades jultröjor samtidigt som man satte upp ljusslingor i bussen. Utöver refrängen så skrevs låten på bussen denna dag.

### Komposition
"Christmas Time (Don't Let the Bells End)" är en rocklåt som varar i tre minuter och trettio sekunder. Låten är inspelad i tonarten A-dur och spelas i taktarten 12/8 med ett tempo av 84 BPM. Låten är en av flera i gruppens katalog med Drop D-stämning på gitarrerna. Två av de viktigaste fraserna i refrängen var enligt Justin "bells end" och "ring in piece" som sammanslagna blir vulgära brittiska ord (bellend och ringpiece). Enligt Poullain finns det vissa likheter med John Lennons "Happy Xmas (War Is Over)"; "Dan tog med lite melankoli och soul i versen, den har en liten smak av "Merry Christmas (War Is Over)" – Lennon-låten – lite smak av det... och det ger verkligen ett djup, tycker jag."

### Inspelning och produktion
Inför produktionen av låten så skickades tre listor till bandet; en med producenter, en på med ljudtekniker och en med olika studios. Tidigare hade gruppens alla utgivningar varit producerade av Pedro Ferreira, men denna gång beslöt man sig för att arbeta med Bob Ezrin, bland annat på grund av hans tidigare arbete med "School's Out" av Alice Cooper samt "Another Brick in the Wall" av Pink Floyd. Förproduktionen bestod bland annat av att gruppen spelade in en livedemo av låten och skickade till Ezrin. Ezrin föreslog bland annat tonartshöjningen i gitarrsolot samt några idéer till texten. Abbey Road Studios i London valdes och bokades för tre dagar där "Christmas Time (Don't Let the Bells End)" spelades in i september 2003. Enligt Justin spelades den större delen av låten in under den första dagen. Justin sade att inspelningen av trummor och gitarr gick snabbt och att Ezrin själv spelade in keyboards på "första eller andra tagningen". 
Under den andra dagen, i The Darkness frånvaro, spelade Ezrin in rörklockor, slagverk och barnkören. Denna kör, som även medverkar i låtens musikvideo, kommer från skolan Haberdashers' Aske's Hatcham College där bröderna Hawkins mor en gång studerade. Colette Barber, som arbetade som manager på Abbey Road hade föreslagit kören efter att ha hört att The Darkness letade efter en. Då bandet återvände, den tredje och sista dagen, hade Ezrin lämnat Abbey Road. Bandet spelade då in B-sidan "I Love You 5 Times" och producerade denna låt själva, tillsammans med Cenzo Townshend. På grund av bakfylla spelade trummisen Ed Graham endast några få takter av låten och bad sedan om att få trumkompet loopat.
Inför konserten med Metallica och Linkin Park i Dublin bjöd Justin in konstnären Jim Fitzpatrick. Han hade tidigare gjort albumomslag till bland andra Thin Lizzy och Sinéad O'Connor och erbjöds efter konserten att göra omslaget till denna singel; "Normalt sett skulle jag ha tänkt: "Det är ölen som talar!" men jag märkte att de var seriösa och, visst, några veckor senare dök en CD upp i posten tillsammans med ett kort meddelande som löd: "Gör vad du vill!" vilket var mer ett hinder än hjälp eftersom det finns så många vinklar du kan ta på julen!
En nyinspelning av låten gjordes under andra halvan av 2013 – tio år efter originalinspelningen. Under oktober spelade man in barnkören Lowestoft Theatretrain på The Seagull Theatre i Lowestoft. Inspelningen gavs ut som digital nedladdning den 18 november 2013 i Europa via PIAS Recordings. Enligt Justin: "Vi bytte skivbolag, så efter tio år tilläts vi göra en ny version och försöka utnyttja den. Men det visade sig vara ett fullständigt och totalt slöseri med tid, originalet var bara en fantastisk inspelning i en fantastisk miljö."

### Utgivning och mottagande
Det första officiella omnämnandet av låten kom den 19 september, då man via sin officiella webbplats avslöjade att en julsingel var att vänta. I slutet av samma månad bekräftades det att låten skulle ges ut som dubbel A-sida tillsammans med "Friday Night". Utgivningsdatumet, 15 december, avslöjades på bandets officiella webbplats den 24 november 2003. Dessförinnan sade Dan; "Det fanns en möjlighet att släppa den lite tidigare och inte gå upp emot de stora kanonerna såsom Cliff Richard och Pop Idols för julettan, men vi tror att vi kommer ge det ett försök. Det är på tiden att det blir en rockig jul." Singeln gavs ut genom skivbolagen Must... Destroy!! och Atlantic Records. Idén med "Friday Night" som dubbel A-sida hade slopats då den tidigare outgivna låten "I Love You 5 Times", som producerades av bandet tillsammans med Cenzo Townshend, istället återfanns som B-sida.
Låten var en av favoriterna att toppa den brittiska singellistan över julen, men gick den 21 december 2003 in som nummer två, bakom Michael Andrews och Gary Jules cover av Tears for Fears låt "Mad World". Enligt försäljningsiffror från tidningen Music Week låg The Darkness etta hela veckan och tappade förstaplatsen på lördagen, vilket gjorde att kampen om att få en juletta blev den jämnaste på ett flertal år. Totalt har låten låten legat på singellistan i över 30 veckor, varav tre av dessa var på topp 10. Mellan december 2004 och december 2013 har "Christmas Time (Don't Let the Bells End)" återinträtt på den brittiska singellistan vid fem separata tillfällen. Sedan 2016 har den kring varje jul och nyår återinträtt på den brittiska singellistans topp 100.
Låten nådde höga listplaceringar i flera länder runtom Europa och tog sig upp på topp 20 i Danmark, Nederländerna och Norge. I Irland gick låten in som tvåa bakom "Leave Right Now" av Will Young. Den 9 januari 2004 hade "Christmas Time (Don't Let the Bells End)" sålt i över 400 000 exemplar i Storbritannien och tilldelades såldes ett guldcertifikat av British Phonographic Industry. Den 21 december 2018 tilldelades The Darkness ett platinacertifikat för streaming och försäljningssiffror. I Australien gavs låten ut ett år senare, den 22 november 2004, och nådde som bäst plats 63 på ARIA Charts.

### Musikvideo
"Vi funderade på att ha några alver [i videon]. Men vi kunde inte få tag på några riktiga, så vi erbjöds ett gäng dvärgar som skulle ha haft stor öron på sig."  
Videon till låten regisserades av Alex Smith, som tidigare regisserat tre videor till gruppen, och spelades in under andra halvan av september 2003. Denna video och videon till "Friday Night" spelades in samtidigt, under två dagar i vad som beskrevs som "sommarens varmaste dag".
Videon visar bandet i ett hus där de öppnar julklappar. Justin Hawkins tänker på sin flickvän (som i videon spelas av hans dåvarande flickvän och The Darkness dåvarande manager, Sue Whitehouse) som avbildas i en julgranskula och i en öppen eld. Dan öppnar sin julklapp och får en Gibson EDS-1275. Justin går sedan ut i snön, där han får sällskap av resten av bandet och de spelar låten tillsammans. Då Justin öppnar dörren står en barnkör utanför och sjunger låten. Justin börjar sjunga med dem och uppmanar dem att komma in i huset. Därefter ger Dan Hawkins en present till Justin, en bilnyckel. Justin rusar ut och sedan in i bilen medan Dan blinkar mot kameran. Inne i bilen finns Justins flickvän, de kysser varandra samtidigt som rymdfarkosten som ses i videorna till "I Believe in a Thing Called Love", "Growing on Me" och "Friday Night" (och på omslaget till debutalbumet Permission to Land) flyger över dem och visar de glittriga orden: "Merry Christmas".

### Liveframträdanden
Låten spelades live för första gången på Astoria Theatre i London den 11 november 2003. Vid detta framträdande hade man en barnkör med sig på scenen. Därefter framfördes den endast på Elf Hazard tour och Winternational tour. Under liveframträdandena spelades låten som extranummer. Bandet spelade låten för sista gången den 12 december 2004 på Wembley Arena i London, innan gruppens uppbrott 2006; denna version gavs ut i oktober 2023 som en del av Permission to Land ...Again. Sedan The Darkness återförening 2011 har man oftast spelat låten kring november och december då man turnerat.
"Christmas Time (Don’t Let The Bells End)" har givits ut i liveformat vid flera andra tillfällen. Live at Hammersmith spelades in i London i december 2017 och gavs ut i juni 2018. Streaming of a White Christmas spelades in utan publik i december 2020 under Covid-19-pandemin och gavs ut 2021 både på CD och DVD.

## Låtlistor
| 1. | Christmas Time (Don't Let the Bells End) | 3:30 |
| 2. | I Love You 5 Times                       | 3:43 |

| 1. | Christmas Time (Don't Let the Bells End)             | 3:30 |
| 2. | I Love You 5 Times                                   | 3:43 |
| 3. | I Believe in a Thing Called Love (live at Knebworth) | 3:47 |

| 1. | Christmas Time (Don't Let the Bells End)                     | 3:39 |
| 2. | Christmas Time (Don't Let the Bells End) (music video)       | 3:45 |
| 3. | I Believe in a Thing Called Love (live at Knebworth (video)) | 4:43 |

## Medverkande
| The Darkness - Ed Graham – trummor - Dan Hawkins – gitarr - Justin Hawkins – sång, gitarr - Frankie Poullain – bas Övriga medverkande - Bob Ezrin – keyboards, slagverk - Haberdashers' Aske's Hatcham College Choir – kör | Produktion - Bob Ezrin – producent - John W. Skinner – körledare - Alex Scannell – inspelningsassisten - Paul Hicks – Pro Tools - Jim Fitzpatrick – illustration - Conánn Fitzpatrick – illustration - Ian Johnsen – omslagslayout |

## Listplaceringar och certifikat
| Land           | Organisation | Topplacering | Sålda ex. | Certifikat | Ref.         |
| -------------- | ------------ | ------------ | --------- | ---------- | ------------ |
| Australien     | ARIA         | 63           |           |            | [ 19 ]       |
| Danmark        | IFPI         | 9            |           |            | [ 22 ]       |
| Irland         | IRMA         | 2            |           |            | [ 23 ]       |
| Nederländerna  | NVPI         | 10           |           |            | [ 24 ]       |
| Norge          | IFPI         | 20           |           |            | [ 22 ]       |
| Storbritannien | BPI          | 2            | 600 000+  | Platina    | [ 1 ] [ 18 ] |